# Estación de tren Waldheim
La estación de tren Waldheim es un edificio que sirvió como estación de tren desde 1912 hasta 1976, ahora se utiliza como una biblioteca y un museo. El edificio fue declarado Patrimonio de la propiedad municipal en 1983. Se encuentra ubicado en Waldheim, Saskatchewan, Canadá.
La biblioteca se encuentra justo en la estación principal de Waldheim. La biblioteca tiene acceso a Internet, y está abierta al público de lunes a viernes.

## Valor cultural
La estructura contiene un valor cultural, debido a varios aspectos:
- Presenta una arquitectura clásica.[4]
- Presenta una ubicación estratégica.[4]